# Zielenogradsk
Zielenogradsk, Koronowo, Kranc,(ros. Зеленоградск, niem. Cranz, lit. Krantas) – miasto w Rosji, w obwodzie królewieckim położone 30 km na północ od Królewca, centrum administracyjne rejonu zielenogradskiego.

## Historia
Pierwotnie pruska wieś rybacka Cranzkuhren na wybrzeżu Morza Bałtyckiego, po opanowaniu przez zakon krzyżacki otrzymała nazwę Cranz.
W XIX wieku stanowiła popularną miejscowość letniskową, szczególnie po uruchomieniu linii kolejowej do Królewca w 1885 roku. W latach 1816–1895 znana jako das königliche Bad, czyli królewski kurort. Przed II wojną światową miejscowość liczyła 6000 mieszkańców i nie miała statusu miasta.
Miejscowość mało ucierpiała w czasie wojny i po ucieczce Niemców została zajęta przez Armię Czerwoną. Po wojnie Koronowo wcielono do ZSRR i nadano w 1945 roku obecną nazwę i status miasta. W tym okresie miasto straciło turystów na rzecz sąsiednich Ruszowic, lecz odzyskało ich w ostatnich latach, ze względu na szeroką plażę i promenadę nadmorską stając się modnym miejscem wypoczynku.

## Zabytki
- neogotycka kaplica katolicka (obecnie prawosławna cerkiew św. Andrzeja), zbudowana w latach 1903–1904
- poewangelicki kościół św. Wojciecha-Adalberta (obecnie cerkiew prawosławna Przemienienia Pańskiego)
- 40-metrowa wieża ciśnień
- Willa Krell (od 2014 roku siedziba muzeum regionalnego – Zielenogradskij krajewiedczeskij muziej)[4]
- hotel Prusy Wschodnie z 1906 r., z kotwicą i wizerunkiem rybaka na elewacji

W mieście działał klasztor elżbietanek, ponadto istniała kaplica baptystów i synagoga.

## Polacy w mieście
W latach 1466–1657 miejscowość była częścią lenna Korony Królestwa Polskiego. W 1824 roku w drodze do Petersburga miasto odwiedził Adam Mickiewicz. W sierpniu 2015 w mieście został odsłonięty pomnik polskiego poety.
Według danych z rosyjskiego spisu powszechnego z 2010 roku Polacy stanowią 0,3% mieszkańców miasta.

## Galeria

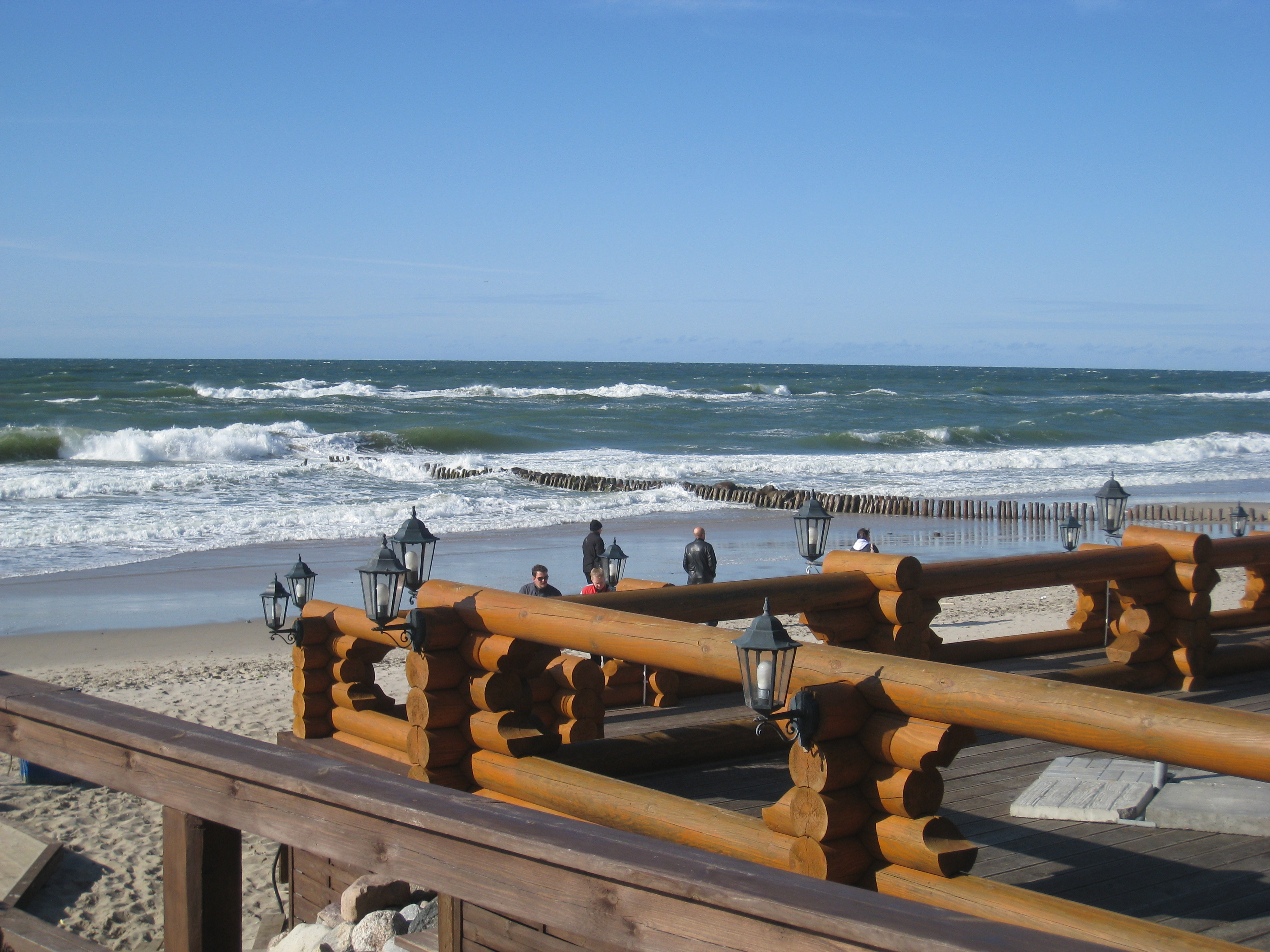
Plaża
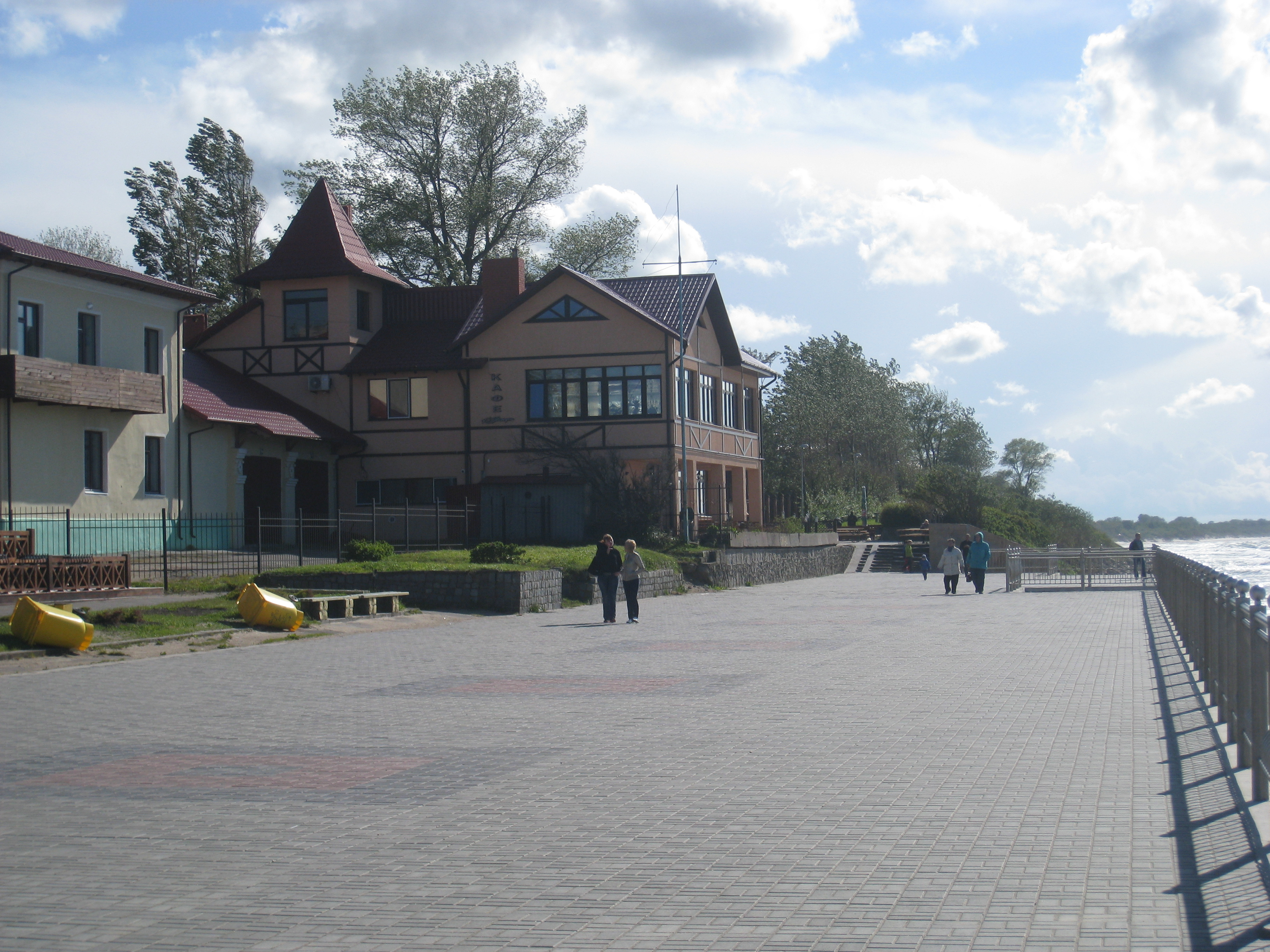
Promenada
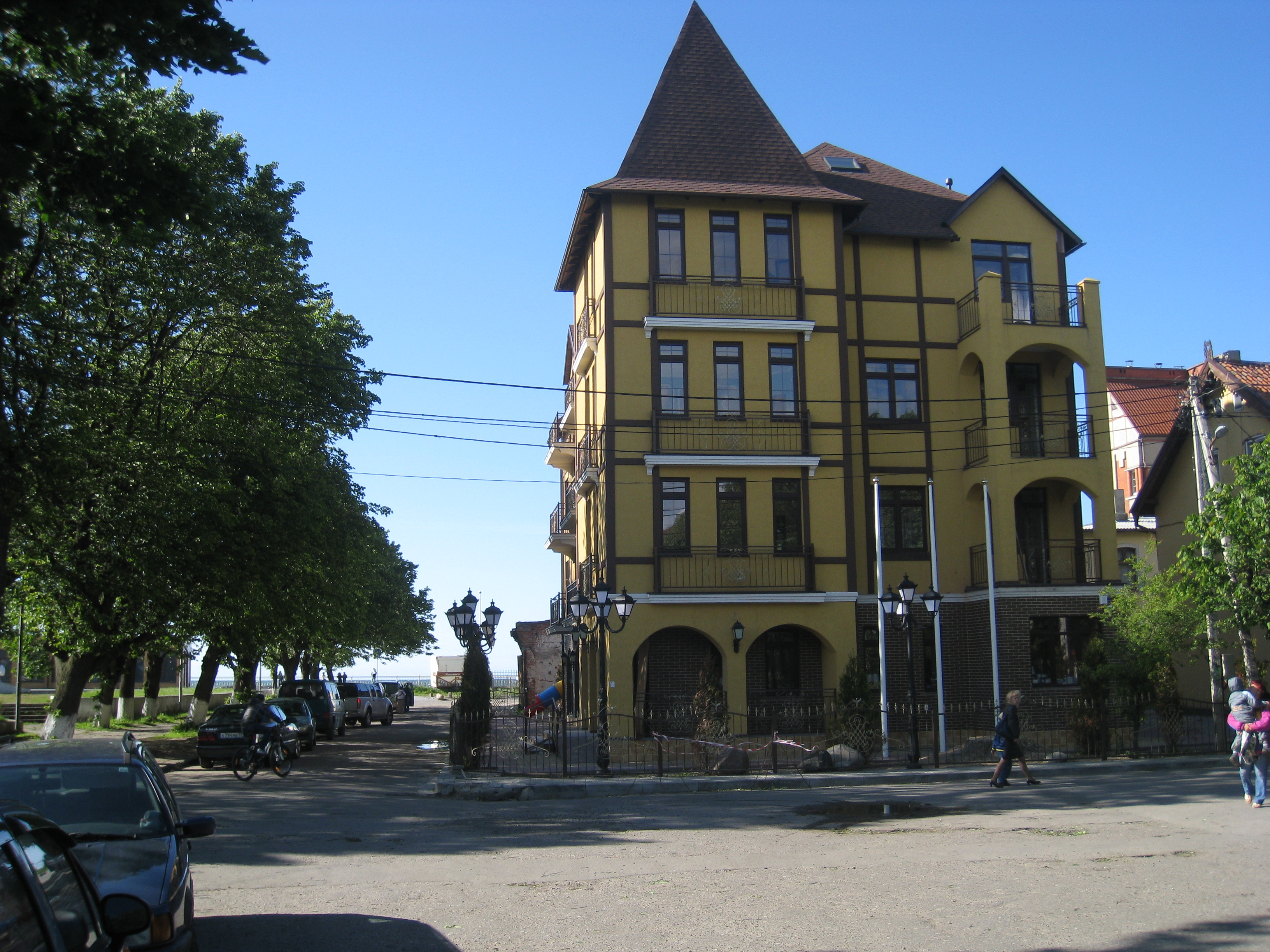
Sanatorium
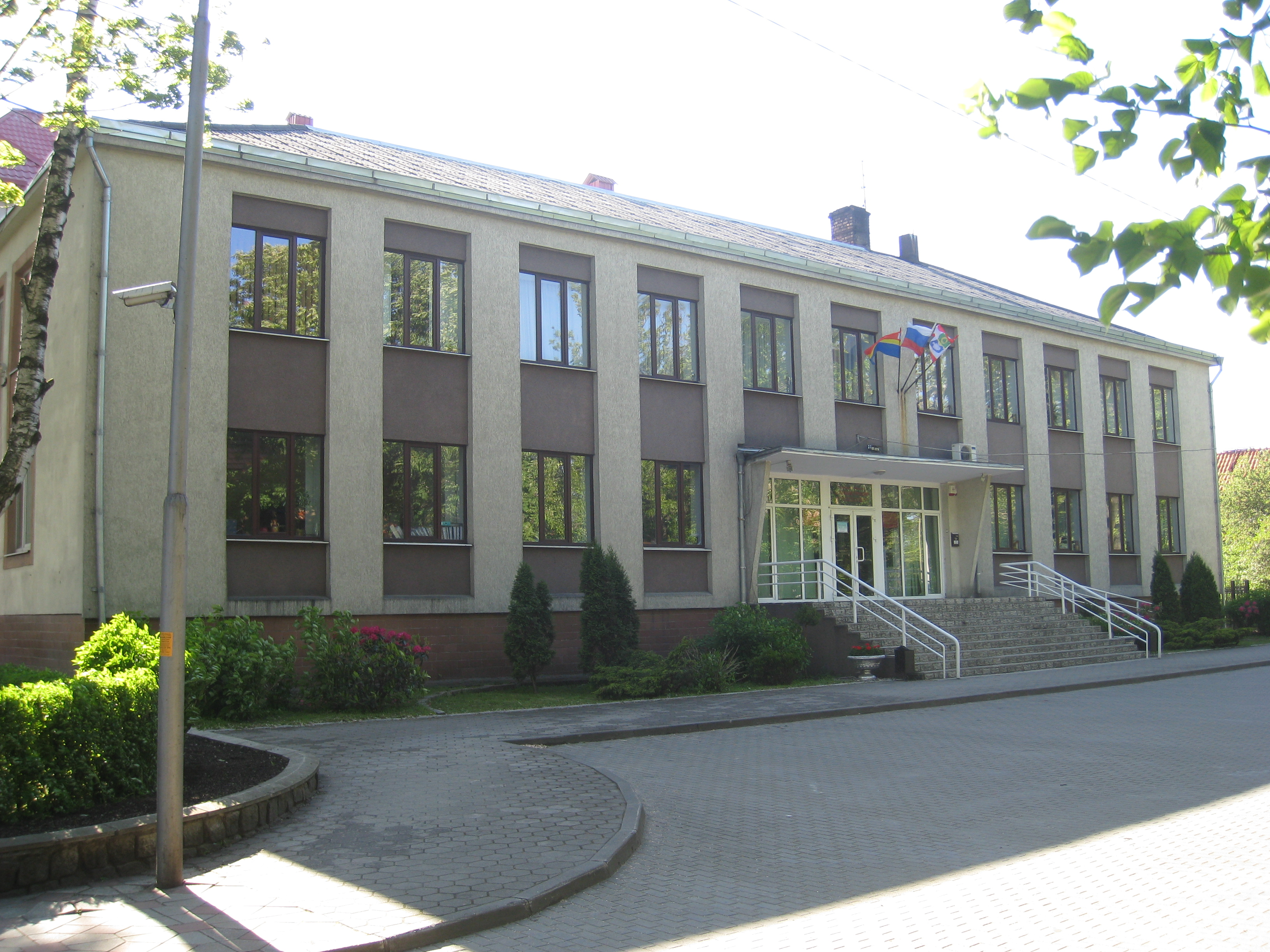
Urząd Miasta
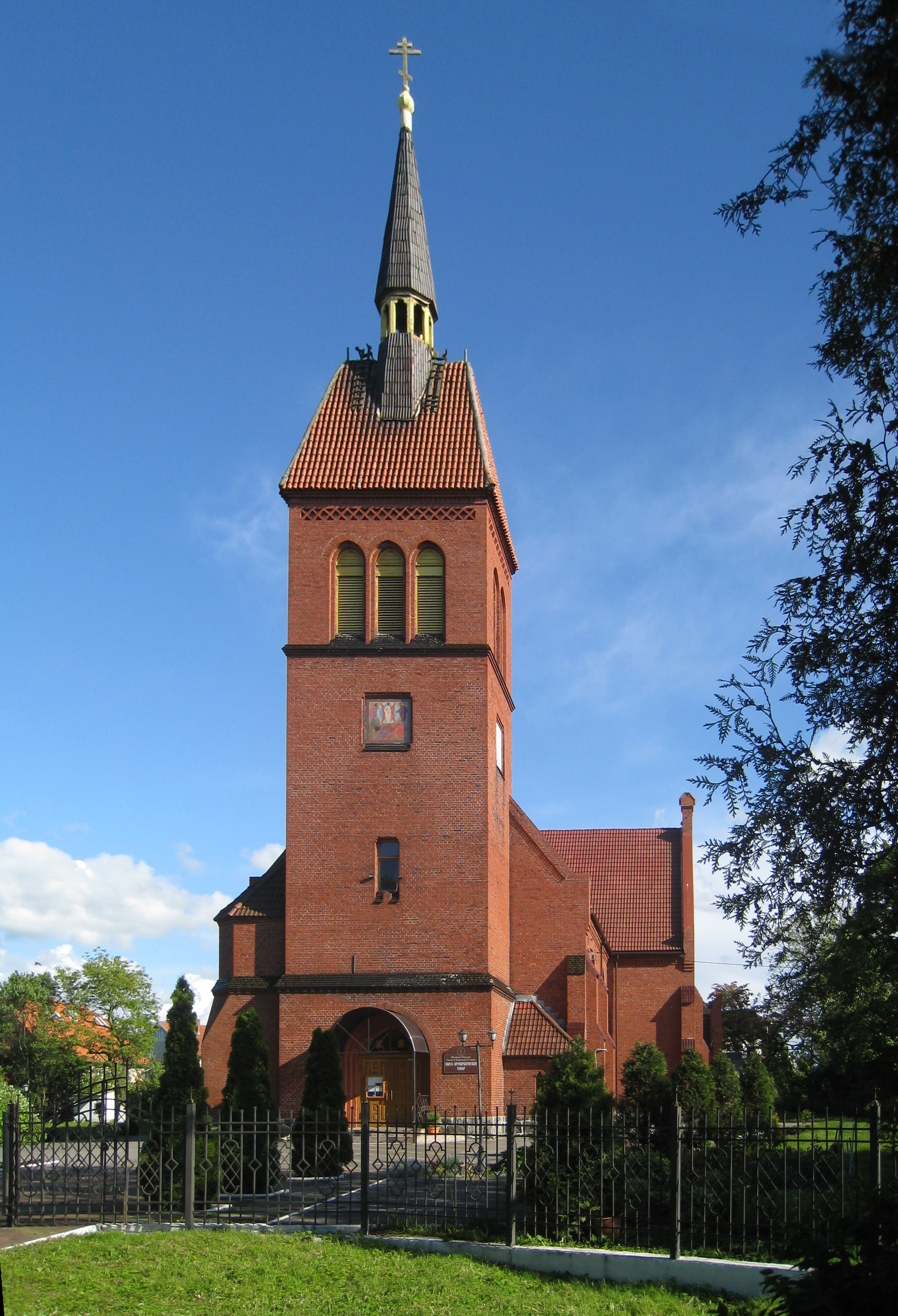
Kościół prawosławny Przemienienia Pańskiego, dawniej ewangelicki
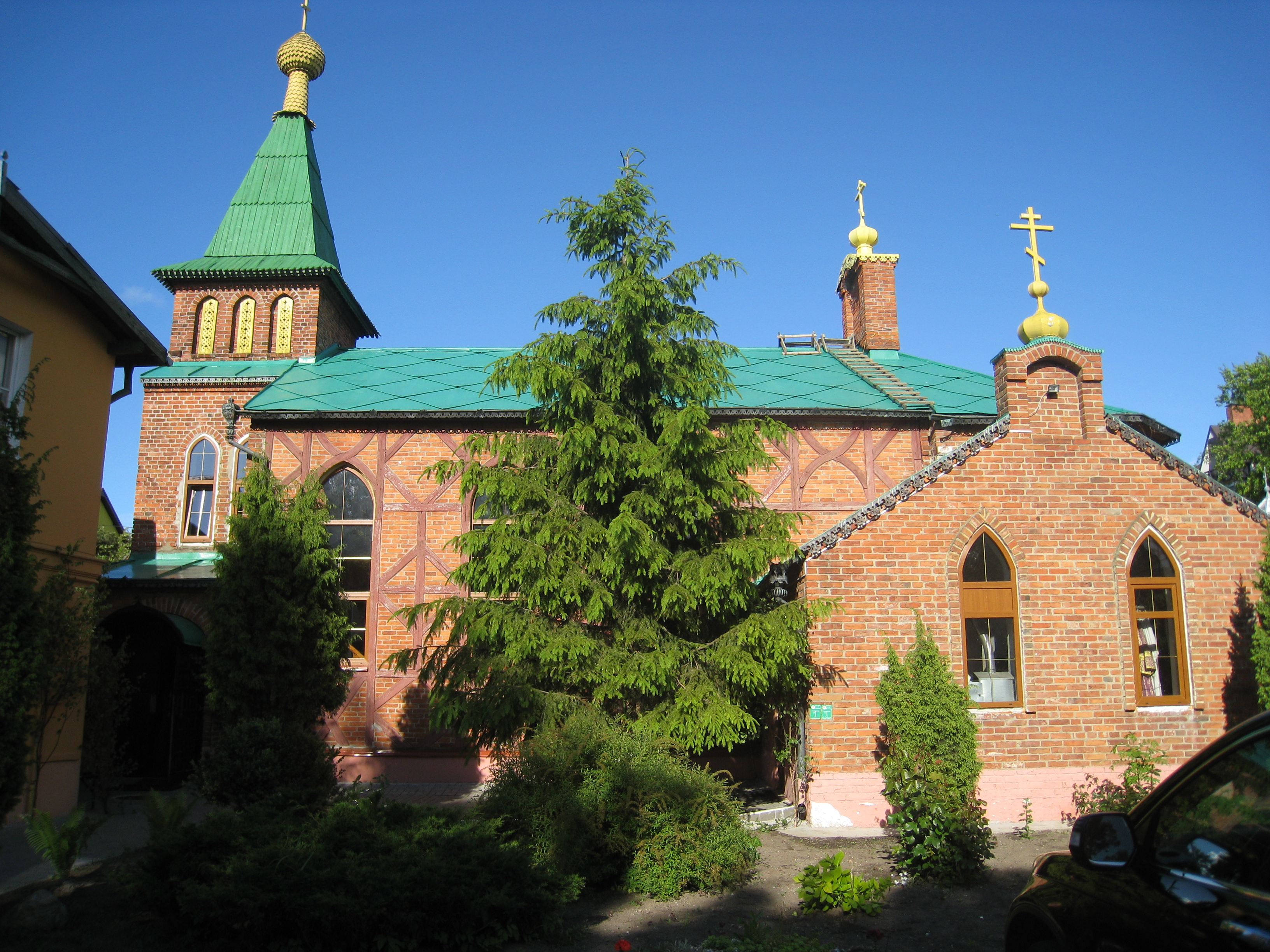
Kościół prawosławny św. Andrzeja, dawniej katolicki
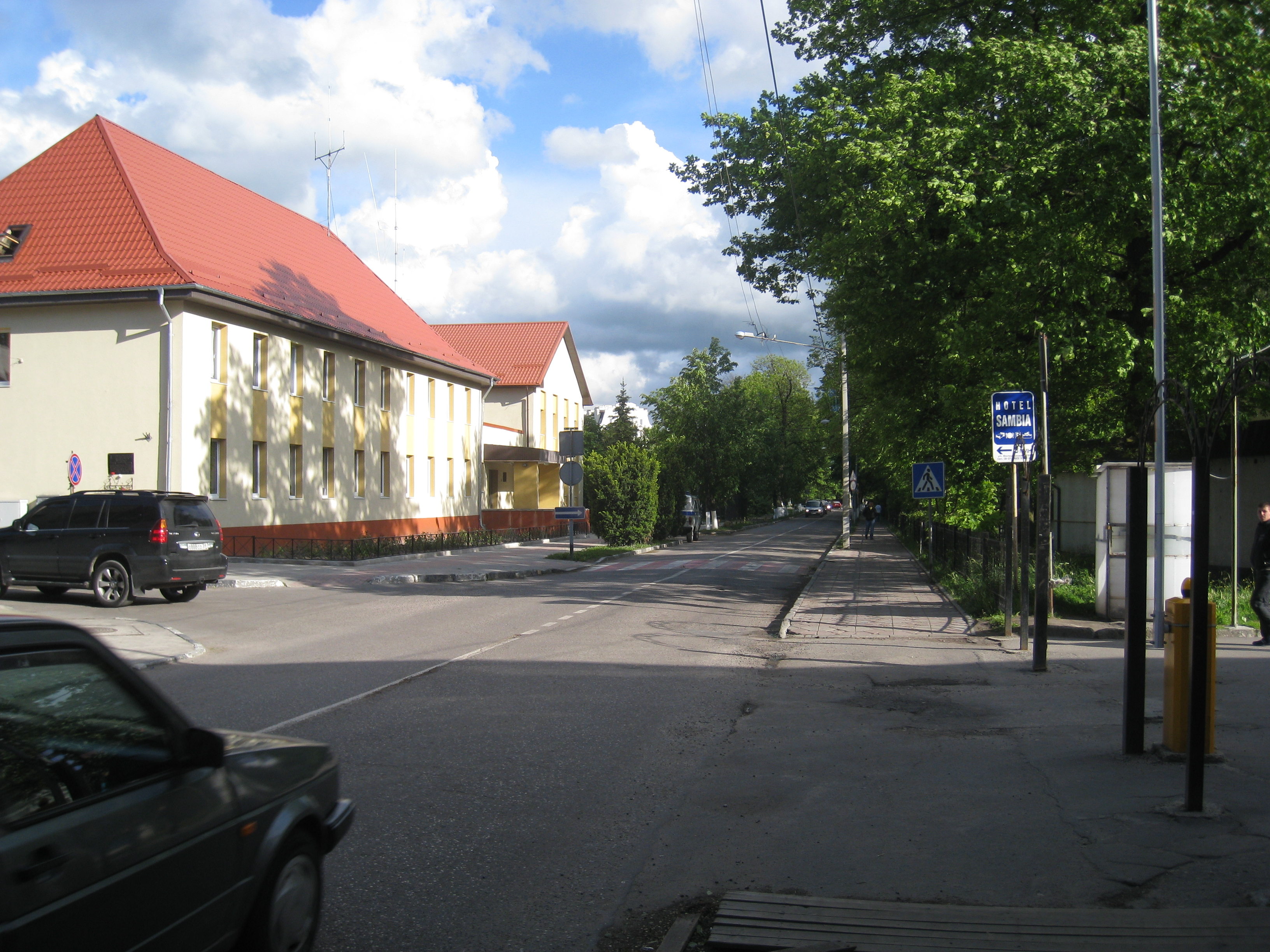
Policja
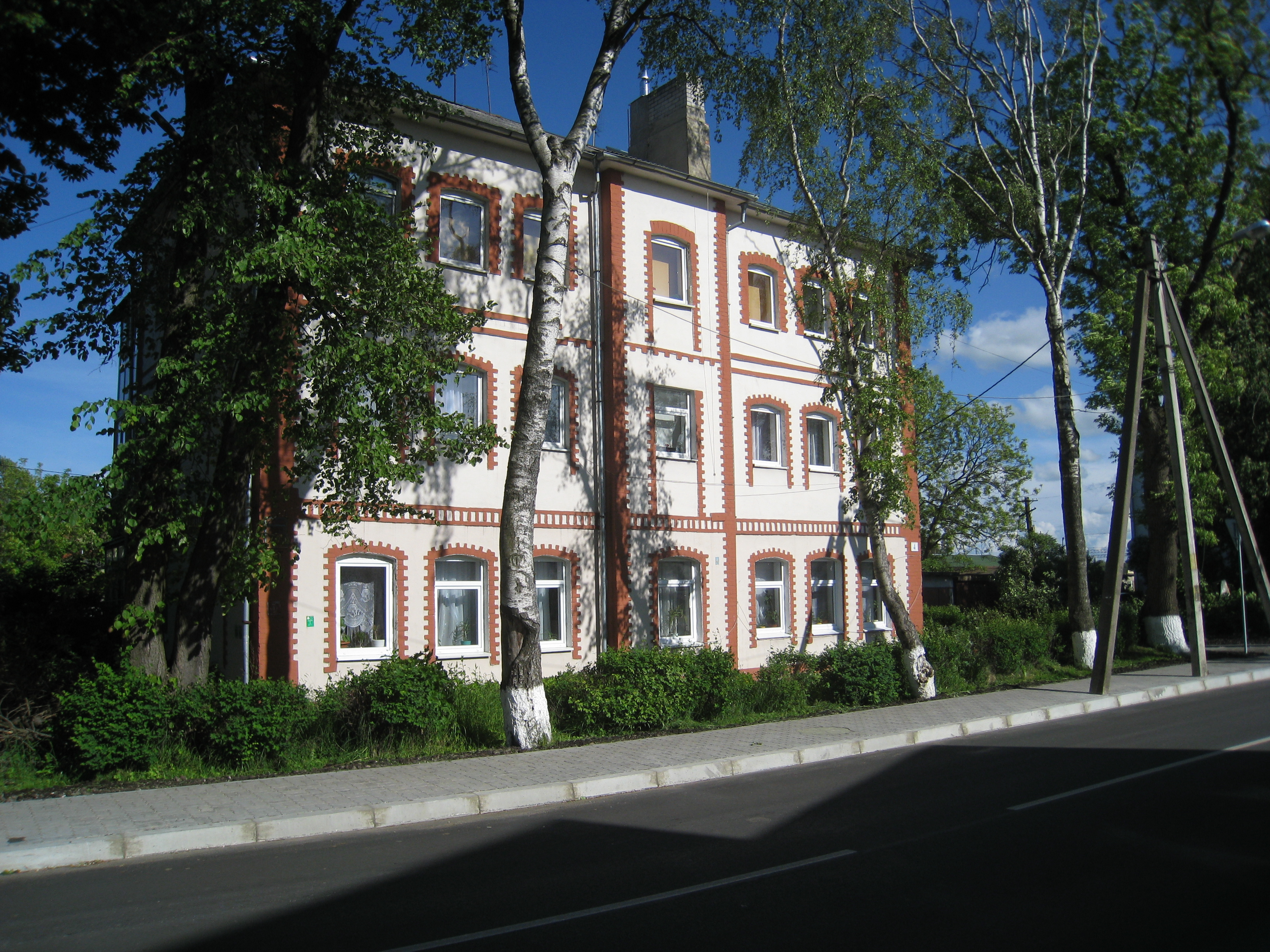
Dom na ulicy Turgieniewa
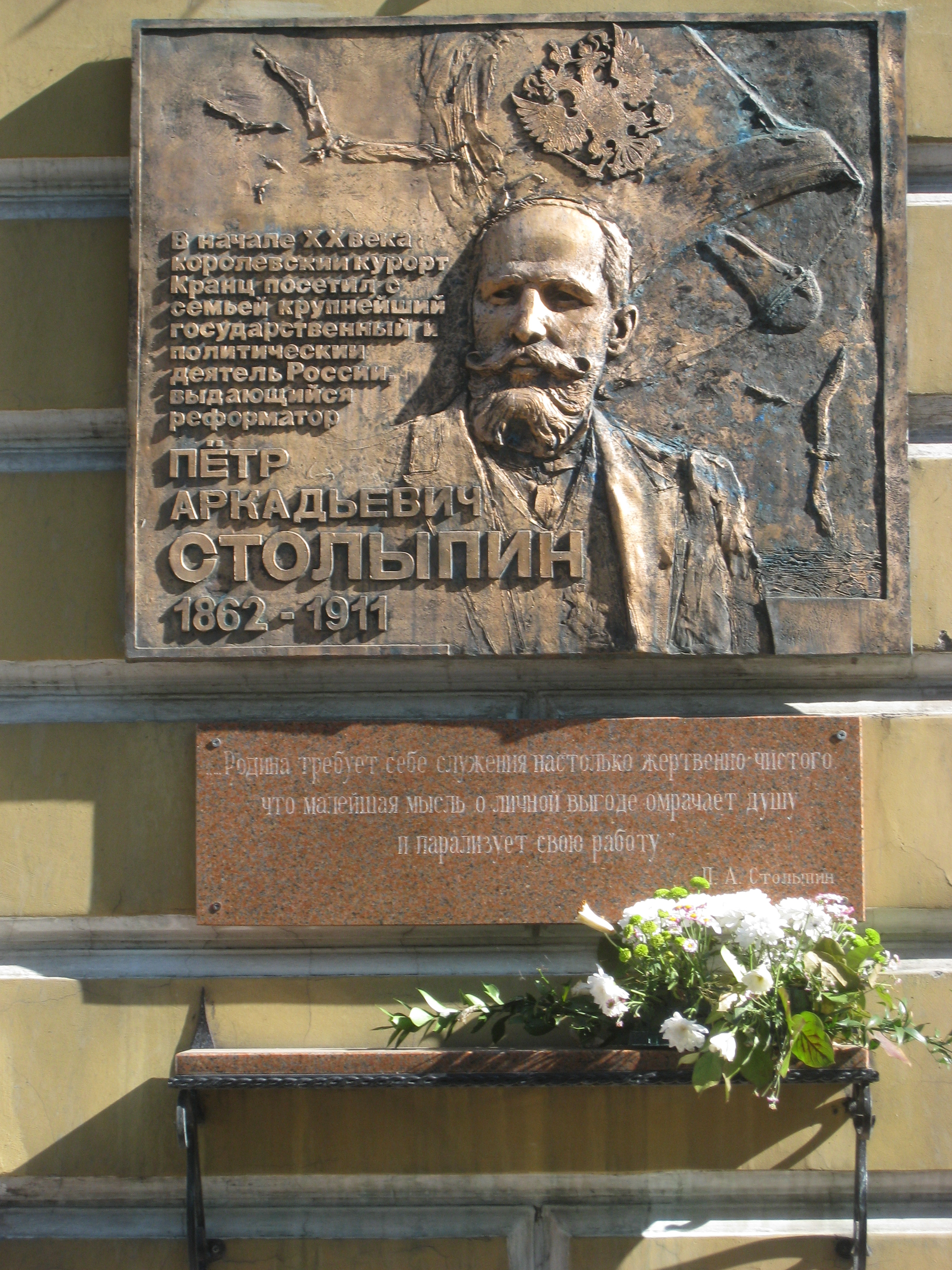
Pomnik Piotra Stołypina
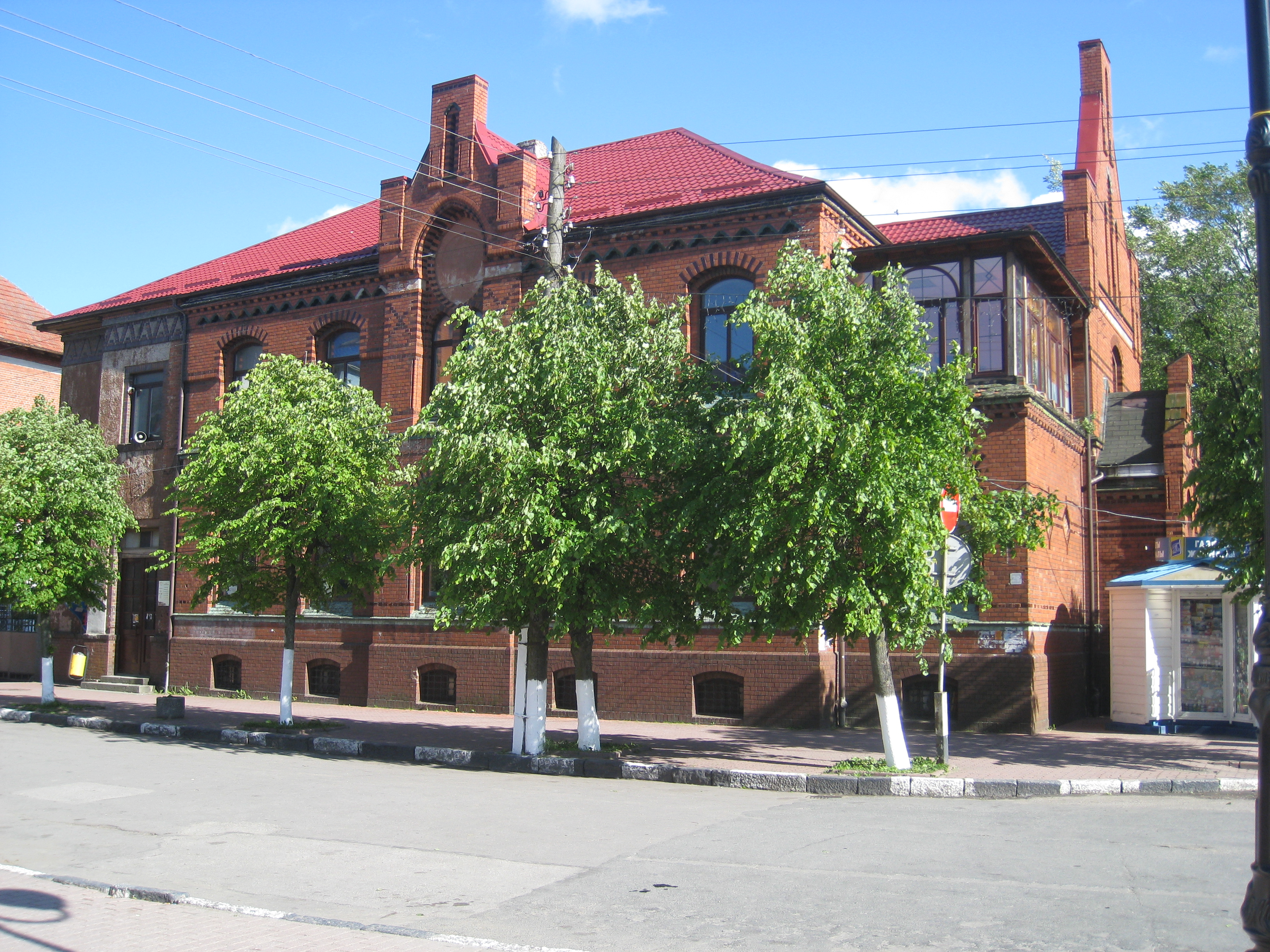
Stara Poczta
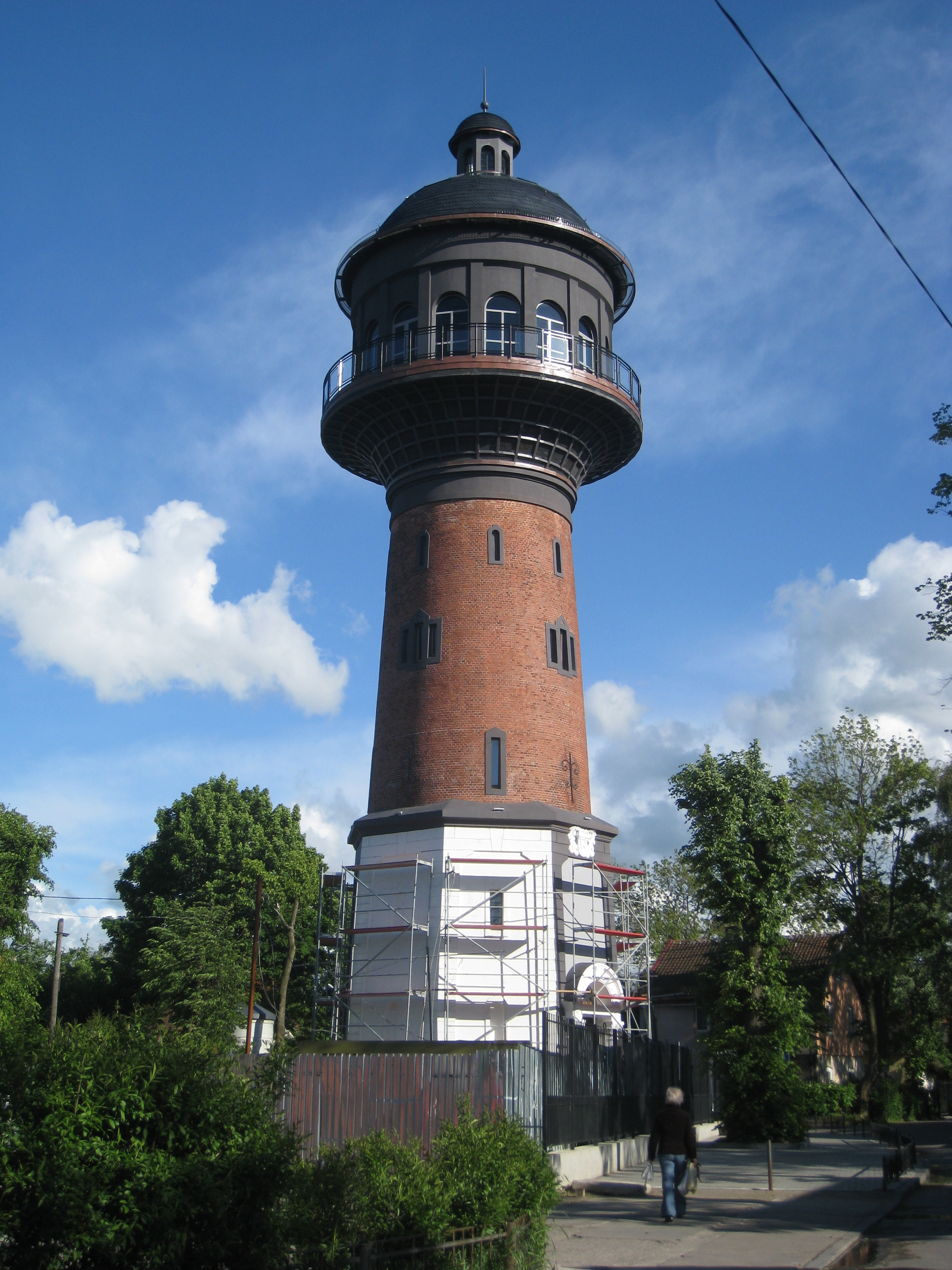
Wieża ciśnień z 1904 roku

## Miasta partnerskie
- Braniewo
- Kühlungsborn
- Łeba
- Mrągowo